# Alexander Woollcott
Alexander Humphreys Woollcott, va ser un crític i comentarista nord-americà de la revista The New Yorker, membre de la "Taula Rodona Algonquin", actor i dramaturg ocasional i destacada personalitat radiofònica.
Va ser la inspiració de Sheridan Whiteside, el personatge principal de l'obra The Man Who Came to Dinner (1939) de George S. Kaufman i Moss Hart, i del personatge molt menys simpàtic Waldo Lydecker de la pel·lícula Laura (1944). Woollcott estava convençut que era la inspiració del brillant i excèntric detectiu Nero Wolfe, del seu amic Rex Stout, una idea que Stout negava.

## Biografia

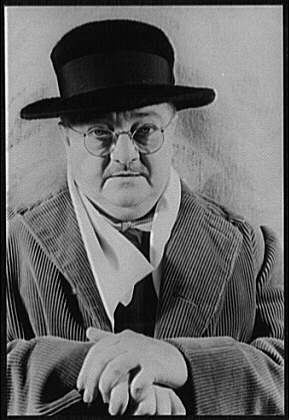
Woollcott el 1939, fotografiat per Carl Van Vechten

Alexander Woollcott va néixer en una casa de 85 habitacions, un immens edifici atrotinat al municipi de Colts Neck, Nova Jersey. Coneguda com "la falange nord-americana", havia estat una vegada una comuna on es van dur a terme molts experiments socials a mitjan segle xix, alguns més reeixits que altres. Quan la Falange es va disgregar després d'un incendi el 1854, va ser adquirida per la família Bucklin, els avis materns de Woollcott. Woollcott hi va passar grans parts de la seva infància entre la seva extensa família. El seu pare era un cockney mort de gana, que va passar per diverses feines, de vegades passant llargs períodes lluny de la seva dona i els seus fills. La pobresa sempre era a prop. Els Bucklins i els Woollcotts eren lectors àvids, donant al jove Aleck (el seu sobrenom) un amor de tota la vida per la literatura, especialment les obres de Charles Dickens. També va residir amb la seva família a Filadèlfia, on va assistir a l'escola secundària central (110a classe), on una professora, Sophie Rosenberger, va informar que "l'ha inspirat a l'esforç literari" i amb qui "va mantenir el contacte tota la vida".
Amb l'ajut d'un amic de la família, es va obrir pas a la universitat, graduant-se al Hamilton College, Nova York, el 1909. Tot i tenir una reputació bastant pobra (el seu sobrenom era "Putrid"), va fundar un grup de teatre, va editar la revista literària dels estudiants, i va ser acceptat per una fraternitat (Theta Delta Chi).
Segons els informes, als seus vint-i-pocs anys va contraure les galteres, cosa que el va deixar força, si no del tot, impotent. Mai no es va casar ni va tenir fills, tot i que va tenir algunes amigues notables, incloses Dorothy Parker i Neysa McMein, a la qual va demanar matrimoni l'endemà de casar-se amb el seu nou marit, Jack Baragwanath. Woollcott va dir una vegada a McMein que “estic pensant a escriure la història de la nostra vida junts. El títol ja està resolt ". McMein: "Quin és?" Woollcott: "sota coberta separada".)
Woollcott es va incorporar a la plantilla del The New York Times com a aprenent de reporter el 1909. El 1914 va ser nomenat crític de teatre i va ocupar el càrrec fins al 1922, amb una pausa per al servei durant la Primera Guerra Mundial. L'abril de 1917, l'endemà de la declaració de guerra dels Estats Units, Woollcott es va oferir voluntari com a soldat ras al cos mèdic. Enviat a l'estranger, Woollcott era sergent quan la secció d'intel·ligència de les Forces Expedicionàries americanes el va seleccionar a ell i a mitja dotzena de persones relacionades amb els diaris per crear el Stars and Stripes, un diari oficial per reforçar la moral de les tropes. Com a reporter en cap de Stars and Stripes, Woollcott era membre de l'equip que componia el seu consell editorial. Entre ells hi havia Harold Ross, fundador de la revista The New Yorker; Cyrus Baldridge, il·lustrador, autor i escriptor polifacètic; i el futur columnista i personalitat radiofònica, Franklin P. Adams. Més enllà de la simple propaganda, Woollcott i els seus col·legues van informar dels horrors de la Gran Guerra des del punt de vista del soldat comú. Després de la guerra va tornar al New York Times, després es va traslladar al New York Herald el 1922 i al The World el 1923. Va romandre-hi fins al 1928.
Un dels crítics dramàtics més prolífics de Nova York, se li va prohibir durant un temps revisar certs espectacles de teatre de Broadway a causa de la seva prosa florida i sovint vitriòlica. Va demandar l'organització teatral Shubert per violació de la Llei de drets civils de Nova York, però va perdre al tribunal més alt de l'estat el 1916 per la base que només era il·legal la discriminació per raça, creença o color. Del 1929 al 1934, va escriure una columna anomenada "Crits i murmuris" per a The New Yorker. El seu llibre, While Rome Burns, publicat per Grosset & Dunlap el 1934, va ser nomenat vint anys després pel crític Vincent Starrett com un dels 52 "Llibres més estimats del segle XX". Estava interessat en escriure crims, promovent el treball d'autors de misteri nord-americans i britànics en els seus articles periodístics i a la ràdio, a més d'escriure sobre delictes reals, i es va implicar en el cas de l'empresari de la Universitat Stanford David Lamson, que va ser acusat d'assassinar la seva dona (els fiscals finalment van abandonar el cas).
La ressenya de Woollcott sobre el debut a Broadway dels Germans Marx, I'll Say She Is, va ajudar a la carrera del grup a inflar-se des del simple èxit fins a la superestrella i va iniciar una amistat de per vida amb Harpo Marx. Els dos fills adoptius de Harpo, Alexander Marx i William (Bill) Woollcott Marx, van rebre el nom de Woollcott i del seu germà, Billy Woollcott.

## Ràdio
Anunciat com The Early Bookworm, Woollcott es va escoltar per primera vegada a la ràdio CBS l'octubre de 1929, fent crítica de llibres en diferents espais fins al 1933. El seu programa a la CBS The Town Crier, que va començar el 21 de juliol de 1933, començava amb un toc campana i el crit: "Escolteu, escolteu!" seguit de les observacions literàries de Woollcott puntuades amb anècdotes àcides. Patrocinat per Cream of Wheat (1934–35) i Grainger Tobacco (1937–38), va continuar fins al 6 de gener de 1938. No tenia cap reserva sobre l'ús d'aquest fòrum per promocionar els seus propis llibres i les mencions contínues del seu llibre While Rome Burns (1934) probablement va ajudar a convertir-lo en un èxit de vendes.

## Reputació
Woollcott va ser un dels homes més citats de la seva generació. Entre els clàssics de Woollcott hi ha la seva descripció de la zona de Los Angeles com "Set barris perifèrics a la recerca d'una ciutat", una burla sovint atribuïda a la seva amiga Dorothy Parker. Descrivint l'editor novaiorquès Harold Ross, va dir: "Sembla un Abe Lincoln deshonest". Deia que el còctel Brandy Alexander s'havia nomenat en honor seu.
Woollcott era conegut per la seva llengua salvatge. Va despatxar Oscar Levant, el notable comediant i pianista, amb l'observació: "No hi ha absolutament res de dolent en Oscar Levant que un miracle no pugui solucionar". Sovint saludava els amics amb "Hola, repulsiu". Quan un cambrer li va demanar que repetís la comanda, va exigir "magdalenes farcides de pus".
Els seus judicis eren sovint excèntrics. Dorothy Parker va dir una vegada: "Recordo haver sentit a Woollcott dir que llegir Proust és com estar estirat a l'aigua de bany bruta d'una altra persona. I després es quedava en èxtasi per una cosa que es deia Valiant Is the Word for Carrie, i llavors vaig veure ja en tenia ben bé prou de la Taula rodona."
Wolcott Gibbs, que sovint corregia l'obra de Woollcott a The New Yorker, va ser citat a The Years with Ross de James Thurber sobre la manera d'escriure de Woollcott:
"Crits i murmuris" va ser la còpia més estranya que he editat mai. Podies treure una frase sí i una frase no sense canviar-ne el sentit ni gota. De fet, tota la secció sovint no tenia més substància que una anècdota de "Talk [of the Town]". Suposo que va ser un dels escriptors més horribles que hagi existit mai.

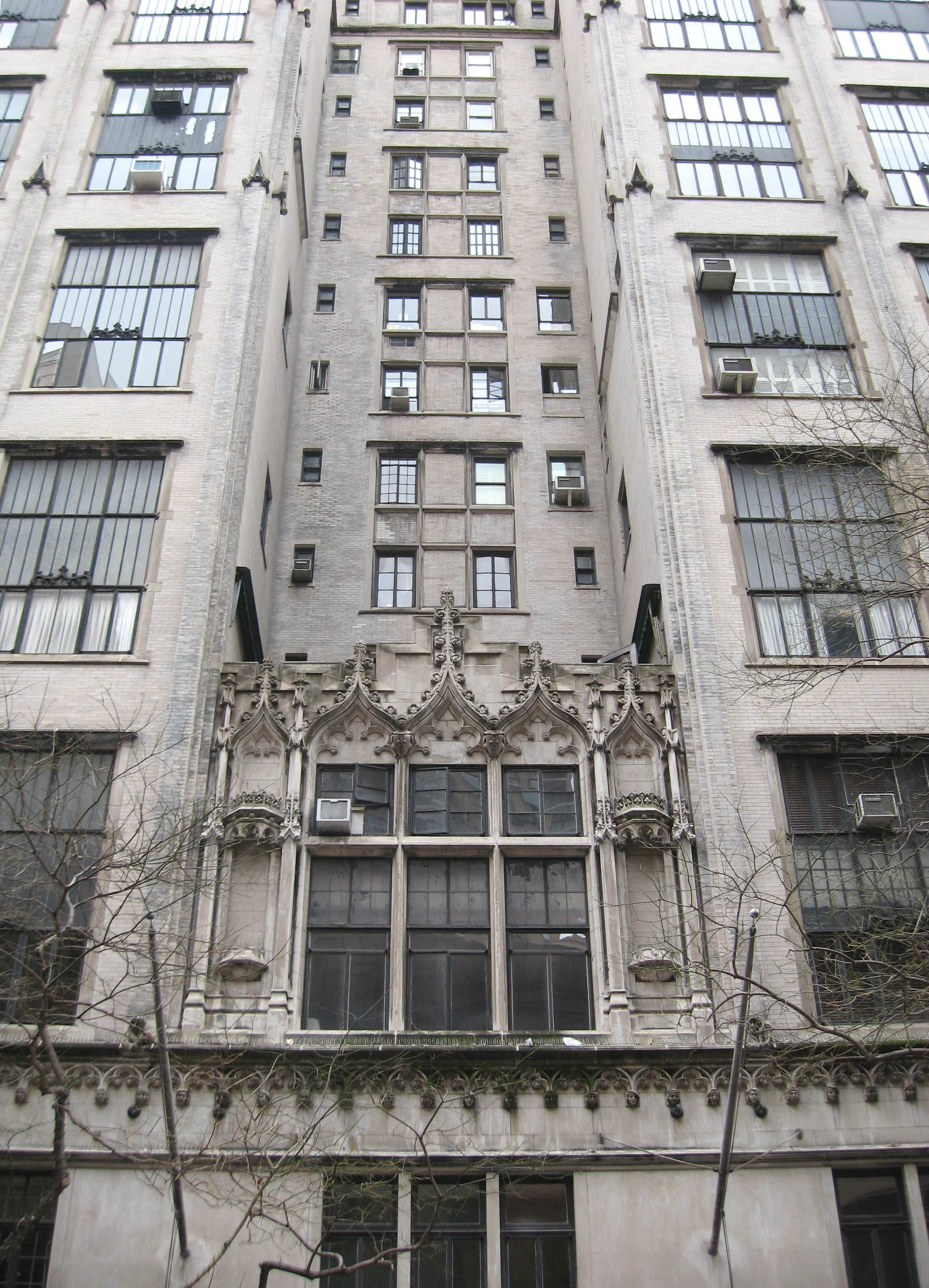
Hotel des Artistes

Després de ser expulsat de l'apartament que compartia amb els fundadors del New Yorker Harold Ross i la seva dona Jane Grant, Woollcott es va traslladar primer a l'Hotel des Artistes de l'Upper West Side de Manhattan, després a un apartament a l'extrem de l'East 52nd Street. Els membres de la Taula Rodona Algonquin van debatre sobre com anomenar la seva nova llar. Franklin P. Adams li va suggerir que li posés el nom de la paraula índia "Ocowoica", que significa "El-Petit-apartament-al-East-River-que-és-difícil-de-trobar-hi-un-taxi-a-prop". Però a Dorothy Parker se li va acudir el nom definitiu: Wit's End (joc de paraules que sembla una adreça però que significa "desesperació, confusió").
Woollcott anhelava ser tan creatiu com la gent de qui s'envoltava. Entre molts altres esforços, va intentar actuar i va coescriure dos espectacles de Broadway amb el dramaturg George S. Kaufman, mentre apareixia en dos més. També va fer el paper de Sheridan Whiteside, del qual n'havia estat la inspiració, en la producció itinerant de The Man Who Came to Dinner el 1940. També va aparèixer en diversos cameos en pel·lícules a finals dels anys trenta i quaranta. Va ser caricaturitzat dues vegades en els dibuixos animats de Warner Brothers el 1937: com a "Owl Kott" a The Woods Are Full of Cuckoos, i com a pregoner de Have You Got Any Castles?, interpretant papers gairebé idèntics en cadascun.
Políticament, Woollcott va demanar la normalització de les relacions soviètiques i nord-americanes. Va ser amic del periodista Walter Duranty, tot i que el va descriure com un "home de Mart". També va ser amic del ministre d'exteriors soviètic Maxim Litvinov, i va viatjar a l'URSS a la dècada de 1930, a més d'enviar el seu amic Harpo Marx a Moscou en una gira de comèdia el 1934. Tot i així, va ser atacat amb brutalitat a la premsa d'esquerres després de la seva visita a la Unió Soviètica per la seva menys que elogiosa representació del "paradís dels treballadors".
Cap al final de la vida de Woollcott es va retirar a l'illa de Neshobe, al llac Bomoseen, a Vermont, que havia comprat. Poc abans de morir, Woollcott va afirmar: "Mai no vaig tenir res a dir".
Thurber a The Years With Ross també explica que Woollcott es descrivia a si mateix com "el millor escriptor d'Amèrica", però sense tenir res concret a dir; Wolcott Gibbs li va fer una crítica similar. Woollcott era principalment un narrador d'històries, un minorista d'anècdotes i xafarderies superiors, tal com revelen moltes de les seves cartes personals. Les seves cartes també revelen un cor càlid i generós i una manera de fer discreta, diferent de la seva personalitat pública punyent, i les seves nombroses i dures amistats amb l'elit teatral i literària del seu temps.
Woollcott era amic de l'actriu Katharine Cornell, i va ser ell qui li va atorgar el sobrenom de "Primera Dama del Teatre". Sovint donava crítiques extremadament favorables tant a ella com a les diverses produccions del seu marit, el director Guthrie McClintic.

## Mort i llegat
Woollcott encara no deia res —en profunditat— quan, el 23 de gener de 1943, va aparèixer a la seva última emissió de ràdio, com a participant en una taula rodona de la Writers 'War Board al programa The People's Platform de CBS Radio. Amb motiu del desè aniversari de l'ascens al poder d'Adolf Hitler, el tema era "És incurable Alemanya?"
Entre els tertulians hi havia Woollcott, el president del Hunter College, George Shuster, el president del Brooklyn College, Harry Gideonse, i els novel·listes Rex Stout i Marcia Davenport. El format del programa va començar com un sopar al menjador privat de l'estudi, amb els micròfons al seu lloc. La xerrada de taula conduiria a una emissió en directe de ràdio en xarxa, i cada tertulià començaria amb una resposta provocativa al tema. "El poble alemany és tan responsable de Hitler com el de Chicago ho és del Chicago Tribune", va afirmar emfàticament Woollcott, i els tertulians van adonar-se del malestar físic de Woollcott.
Als deu minuts de l'emissió, Woollcott va comentar que se sentia malalt, però va continuar parlant. "És una fal·làcia pensar que Hitler va ser la causa dels problemes actuals del món", va dir. Woollcott va continuar i va afegir que "Alemanya va ser la causa de Hitler". No va dir res més, però, segons sembla, va prendre un bloc de notes i va escriure les paraules: "Estic malalt". L'audiència de la ràdio desconeixia que Woollcott havia patit un atac de cor. Va morir a l'hospital Roosevelt de Nova York poques hores després, als 56 anys, d'una hemorràgia cerebral.
Va ser enterrat a Clinton (Nova York), Nova York, al seu alma mater, el Hamilton College, però no sense una certa confusió. Per error, les seves cendres van ser enviades a la Universitat Colgate al poble de Hamilton, Nova York. Quan es va corregir l'error i es van reenviar les cendres al Hamilton College, van arribar amb 67¢ de franqueig contra reemborsament.
En el moment de la seva mort, Woollcott havia completat el treball editorial del seu darrer llibre, As You Were, una antologia de ficció, poesia i no ficció per a membres de les forces armades. La idea de crear un "llibre de motxilla" per a militars se li va acudir a Woollcott mentre s'allotjava a la Casa Blanca el novembre de 1942. Antòleg experimentat, va aprofitar el coneixement de les preferències de lectura dels soldats que havia obtingut mentre era editor de Stars and Stripes durant la Primera Guerra Mundial, i també va demanar nominacions a amics com Stephen Vincent Benét, Carl Sandburg i Mark Van Doren.
Igual que la seva última emissió de ràdio, As You Were va ser una contribució a la guerra per la qual Woollcott va renunciar a tots els drets d'autor i pensava donar els beneficis a organitzacions assistencials. El llibre va ser publicat per Viking Press el març de 1943.

## Broadway
- Wine of Choice [obra de teatre, comèdia] Protagonista: Alexander Woollcott com Binkie Niebuhr (21 febrer, 1938 – març 1938)
- The Dark Tower [comèdia, melodrama] guió de Alexander Woollcott & George S. Kaufman (25 novembre 1933 – gener 1934)
- Brief Moment [obra de teatre, comèdia] Alexander Woollcott as Harold Sigrift (November 9, 1931 – February 1932)
- The Channel Road [obra de teatre, comèdia] Written by Alexander Woollcott & George S. Kaufman (October 17, 1929 – December 1929)

## Pel·lícules
- Mr. W's Little Game (1934) Woollcott's only short subject, set in a nightclub. The peevish "Mr. W." grudgingly plays a word game with a blonde (Marion Martin, in her first film) and a waiter (Leo G. Carroll).
- Gift of Gab (1934) Alexander Woollcott appeared in a cameo in this Universal Pictures feature.
- The Scoundrel (1935) This Oscar-winning film was made by Woollcott's friends Ben Hecht and Charles MacArthur, and starred longtime Woollcott friend Noël Coward. Woollcott appeared in a supporting role.
- Babes on Broadway (1941) Woollcott has a cameo in this Mickey Rooney-Judy Garland musical.
- The Gold Rush (1942 re-release) In the opening credits can be found "Dedicated to Alexander Woollcott in appreciation of his praise of this picture."

## Pel·lícula de retrats
Woollcott was portrayed by the actor Earl Montgomery in the 1962 film Act One, by the actor Jock Livingston in the 1968 musical film Star!, and by the actor Tom McGowan in the 1994 film Mrs. Parker and the Vicious Circle.

## Llibres
- Mrs Fiske: Her views on Actors, Acting and the Problems of Production (1917) – Minnie Maddern Fiske (1865–1932) was one of the foremost actresses of her day. Woollcott's first book is a study of her thoughts on the acting profession.
- The Command is Forward (1919) – A collection of his reportage and essays from Stars and Stripes.
- Shouts and Murmurs (1922) – Theatre articles. His column in The New Yorker was named after this book. The New Yorker revived the title as a catch-all for humorous pieces in the 1990s.
- Mr. Dickens Goes to the Play (1922) – A few chapters by Woollcott on Charles Dickens's love of the theatre and a great many reprinted selections from Dickens's writings.
- Enchanted Aisles (1924) – More theatre articles.
- The Story of Irving Berlin (1925) – The rags-to-riches story of the great composer.
- Going to Pieces (1928) – More stories of Woollcott's friends in and out of the theatre.
- Two Gentlemen and a Lady (1928) – A short book about dogs.
- While Rome Burns (1934) – It was Thornton Wilder who convinced Woollcott that his work was important enough to deserve reissue in book form. While Rome Burns was a surprise bestseller and further cemented Woollcott's reputation nationally. It is light reading but includes much that is amusing or quaint and one very fine piece, "Hands Across the Sea," about justice during the war. The book also contains "The Mystery of the Hansom Cab," Woollcott's account of the infamous Nan Patterson case. In 2008, The Library of America selected the piece for inclusion in its two-century retrospective of American True Crime.
- The Woollcott Reader (1935) – An anthology of works by other writers that Woollcott felt deserved the public's attention. The pieces run several gamuts, from treacly biography to acid modernism.
- Woollcott's Second Reader (1937) – More of the same.
- Long, Long Ago (1943) – Issued just after his death, this follows in the steps of While Rome Burns but is not as good. The decline in his prose, as other interests drew on his time, is evident. Still, there are some amusing pieces, and it became another bestseller.
- As You Were (1943) – An anthology of other people's works, compiled by Woollcott for issue to servicemen in the Second World War. It is dedicated to Frode Jensen, a young Danish man whom Woollcott befriended and who was the closest to a son as Woollcott ever had.
- The Letters of Alexander Woollcott (1944) – A collection of his voluminous correspondence compiled by two of his dearest friends, Beatrice Kaufman and Joe Hennessey.
- The Portable Woollcott (1946) – An anthology of the best of Woollcott's writings.